# Jusuf al-Jusufi
Jusuf al-Jusufi, arab. ‏يوسف اليوسفي‎ (ur. 2 października 1941 w Batinie) – algierski polityk, przewodniczący OPEC w latach 1998-1999, minister spraw zagranicznych Algierii w latach 1999-2000, a także minister energetyki i górnictwa w latach 2010-2014 oraz premier Algierii od 13 marca 2014 do 29 kwietnia 2014.

## Życiorys
Jusuf al-Jusufi urodził się w 1941 w Batinie. Ukończył Krajową Szkołę Inżynierii Chemicznej w Nancy, gdzie uzyskał doktorat z fizyki. Posiada również dyplom z ekonomii. Początkowo wiódł karierę naukową, będąc wykładowcą na wielu uczelniach. W 1980 został wiceprezesem, następnie dyrektorem generalnym algierskiego przedsiębiorstwa naftowego Sonatrach. W kolejnych latach pełnił funkcję rządowego doradcy w ówczesnym ministerstwie energetyki i przemysłu. W 1997 podczas wyborów parlamentarnych uzyskał mandat deputowanego
W grudniu 1998 stanął na czele nowo utworzonego ministerstwa energetyki i górnictwa, jednak już rok później został przewodniczącym OPEC. Ponadto w grudniu 1999 został ministrem spraw zagranicznych. W kwietniu 2001 objął funkcję ambasadora Algierii w Kanadzie, gdzie przebywał do 2006. Następnie w latach 2006-2008 był ambasadorem przy ONZ, natomiast w latach 2008-2010 pełnił tę samą funkcję w Tunezji. Od czerwca 2010, do czasu objęcia funkcji szefa rządu 13 marca 2014, zajmował stanowisko ministra energetyki i górnictwa.
29 kwietnia 2014 prezydent Abd al-Aziz Buteflika powołał na nowego szefa rządu byłego premiera Abda al-Malika Sallala.